# Crist i la dona adúltera
Crist i la dona adúltera (en neerlandès, Christus en de overspelige vrouw) és una obra del pintor flamenc Pieter Brueghel el Vell. És un petit oli sobre taula. Es tracta d'una grisalla (gairebé monocrom). Apareix signat i datat l'any 1565. Mesura 24 cm d'alçada i 34 cm d'amplada. S'exhibeix actualment en el Courtauld Institute of Art de Londres, Regne Unit.

Jesús i l'adúltera és un episodi bíblic que apareix en l'Evangeli de Joan, capítol 7:53 a cap. 8:11, en el qual Jesucrist es troba amb una adúltera a la qual porten davant els fariseus i escribans, que ha estat representat per molts artistes. Semblant crim es castigava amb la lapidació, no obstant això, en l'escena, Jesús es deté per escriure (en neerlandès) "aquell que estigui lliure de pecat entre vosaltres, que tiri la primera pedra" en el sòl davant els peus d'ella. Una sèrie de pedres que no han estat llançades queden en el sòl, a l'esquerra de la dona.

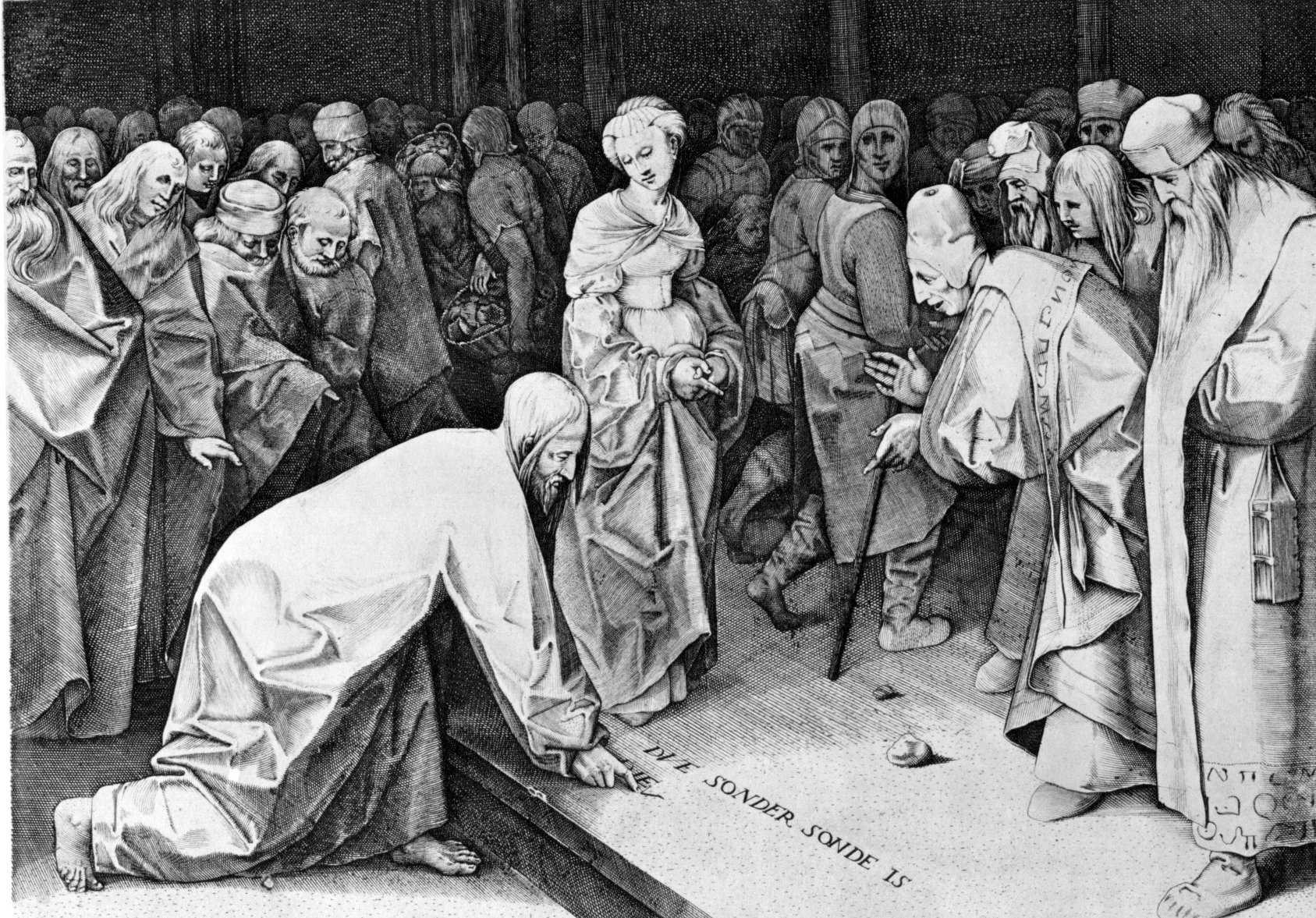
El gravat de Paul Perret, 1579

Brueghel representa a la dona com una de les poques figures amb gràcia en l'escena. La hi presenta com una forma idealitzada, quelcom atípic en les figures femenines de Brueghel, normalment terrenals i propietàries; encara que l'esquema bàsic de la composició és neerlandès, "l'austera composició i les figures monumentals són potser les més italianitzades de totes les pintures de Brueghel".
La pintura no va ser venuda per l'artista, i sembla que és l'única que va heretar el seu fill Jan Brueghel el Vell. L'any 1579 es va publicar un gravat de Paul Perret, al que aparentment es va prestar el quadre amb aquest propòsit, atès que hi ha marques regulars al llarg de les vores per permetre fer una quadrícula. Hi ha diverses còpies, algunes atribuïdes als fills de l'artista, potser realitzades seguint el gravat, i la pintura també la hi van prestar al cardenal Federico Borromeo perquè la copiés (potser la versió que actualment està a Bèrgam). Una versió atribuïda al fill de Brueghel, Pieter Brueghel el Jove, de prop de l'any 1600 es troba en el Museu d'Art de Filadèlfia.
L'obra va ser venuda per la família al segle xvii, aparentment per Jan Brueghel el Jove, i va estar a Anglaterra a partir del segle xviii, venent-se a Christie's en 1834 i en 1952 va ser comprat pel comte Antoine Seilern. Després la seva col·lecció va ser llegada a la Galeria Courtauld el 1978. L'obra va ser sostreta de la galeria Courtauld el 2 de febrer de 1982. A causa de la seva fama i valor, no podia vendre's al mercat obert, i no va ressorgir de nou fins a l'any 1992 quan va ser recuperada per la policia britànica. Mentrestant, probablement va actuar com una garantia per als criminals.